# Usine sidérurgique d'Orsk-Khalilovo
Ural Steel
L'usine sidérurgique d'Orsk-Khalilovo (en) est un complexe sidérurgique russe, situé dans la vallée de l'Oural, à Novotroïtsk. Depuis 1992, elle fait partie depuis 2006 du groupe Metalloinvest, sous le nom de Ural Steel (ou Уральская Сталь en russe).
Fondée en 1939, l'usine s'est construite très lentement, pénalisée par la Seconde Guerre mondiale, les difficultés métallurgiques et un faible niveau de priorité : elle n'est totalement opérationnelle qu'au milieu des années 1970. Au début des années 2000, elle est progressivement modernisée. En 2020, l'usine est un des plus gros complexes sidérurgiques russes.

## Histoire

### Une naissance laborieuse (1934 - 1958)
Les premiers projets de création d'un complexe métallurgique à Orsk-Khalilovo datent de 1934. Ils s'intègrent dans le 3e plan quinquennal. L'objectif est alors de d'exploiter les minerais de fer locaux riches en nickel et en chrome afin de produire un acier naturellement allié. L'usine est associée aux gisements d'Ackermann, de Novo-Kiev (qui produit, en 1955, 600 000 t de minerai) et de Novo Petropavlovsk. IL s'agit de limonites complexes et assez pauvres en fer (30-40 %) mais leur teneur nickel et du chrome ainsi que la taille des gisements, dont les réserves « possibles » sont estimées, en 1956, à 260 millions de tonnes (soit 4 % des réserves de fer de l'Oural), suscitent l’intérêt. Par ailleurs, l'URSS est pauvre en nickel et un débouché naturel est la construction de tubes pour la pétrochimie.
L'usine est fondée en 1939, alors que de nombreuses configurations industrielles sont encore envisagées, chaque révision étant l'occasion de revoir les objectifs de production à la hausse. La dernière configuration, retenue en 1943, consiste en une usine intégrée de 1 Mt/an de fonte et 0,7 Mt/an de produits en acier laminés, employant 30 000 personnes. 
La construction débute en 1940 mais est interrompue par la Seconde Guerre mondiale. Le chantier reprend en 1945, mais à un rythme très lent : à la fin de 1947, seuls la briqueterie et quelques ateliers annexes sont opérationnels. La construction de logements est également à la peine : 11 000 m2 sont achevés contre 20 000 m2 planifiés. Puis, de 1947 à 1951, aucun progrès n'est communiqué, la construction ayant été probablement suspendue. Une autre difficulté est d'ordre métallurgique. D'abord, le minerai est riche en oxydes de titane, matériau très réfractaire qui augmente la consommation de coke des hauts fourneaux. Le travail du métal allié est aussi, bien sûr, plus difficile : les coûts de laminage sont de 18 à 25 % plus importants qu'avec l'acier au carbone classique. Ces éléments amènent le combinat à consommer l'argent pour maintenir une activité non compétitive, au détriment des investissements qui pourraient améliorer ses résultats.
La mise en service officielle date de 1955 avec la mise à feu du haut fourneau 1,. L'usine exploite le minerai de fer du gisement de Khalilovo (en) et le charbon à coke du bassin de Karaganda, ainsi que de Kouznetsk (le charbon local s'avérant trop riche en soufre). Pendant et après la Seconde Guerre mondiale, le gisement de manganèse de Kul'minskiy, situé à 11 km de l'usine, a fourni du minerai aux entreprises métallurgiques de l'Oural,. L'entreprise industrialise la production de ferronickel à partir des minerais siliceux locaux. En 1958, sa compétence est reconnue dans cette production où elle emploie à la fois le haut fourneau et le four à arc électrique. L'usine s'essaie aussi à la réduction directe au four rotatif (procédé Krupp-Renn), mais le minerai de fer préréduit obtenu est de si mauvaise qualité (pollué par des inclusions de scories, du soufre ainsi que du phosphore), qu'il est préférable de le refondre au haut fourneau plutôt à l'utiliser directement comme ferroalliage.

### Mise en route du complexe (1958 - 1971)
Le premier four Martin-Siemens est mis en service en mars 1958,. En août de la même année est mis à feu le haut fourneau 2. Un laminoir à plaques de 2 800, le plus grand d'Europe, démarre en mars 1960, mais à cause de l’absence de slabing, les lingots de 7 tonnes doivent être expédiés au combinat métallurgique de Magnitogorsk pour y être laminés en brames, avant de revenir pour se faire laminer en plaques. D'autres laminoirs sont mis en service dans les années suivantes : train de 950/800 en 1969, train universel de 800 en 1978.
C'est le combinat le plus méridional de la montagne ouralienne. Il se construit dans une certaine indifférence : fin 1947, soit 5 ans après le début des travaux, aucun officiel, même pas le ministre de la métallurgie ferreuse, n'a encore visité le site. Opérationnel, il se développe dans l'ombre du gigantesque et prestigieux combinat métallurgique de Magnitogorsk. 
En 1961, le combinat se diversifie. Essentiellement sidérurgique pendant le deux premiers plans quinquennaux, il intègre l'extraction du cuivre à Bliava (capacité de production de 300 000 kt/an en 1952) ainsi que l'extraction du nickel (réserves estimées à 300 000 t en 1952). L'énergie est fournie par un petit bassin d'anthracite et un oléoduc qui achemine le pétrole de l'Emba sur 720 km. L'usine produit des aciers spéciaux et des industries de construction mécanique complètent le complexe.
En 1964, la construction est en cours d’achèvement : un troisième haut fourneau a été achevé l'année précédente, 7 fours Martin-Siemens et 1 convertisseur Thomas, 2 batteries de fours à coke et 4 laminoirs sont opérationnels. En 1971, l'usine est décorée de l'ordre du Drapeau rouge du Travail.

### Routine soviétique et obsolescence (1971 - 2004)
En 1973, le quatrième haut fourneau est mis en service. L'usine est constituée de 38 ateliers de base, auxiliaires et subsidiaires, une mine de minerai de fer et des carrières de calcaire et d'argile réfractaire. La production consiste en fonte, acier, métaux profilés, des réfractaires à base de chamotte, du coke et dérivés chimiques de la fabrication du coke, du laitier et des biens de consommation. En 1973, la production de l'usine est de 2,2 Mt de fonte, 3,3 Mt d'acier, 2,7 Mt de métal laminé.
En 1981 est mis en service le premier four électrique et, en 1983, la première coulée continue de billettes, alimentée par le four électrique, est démarrée.
En 1998, l'usine a une capacité de production de 3 Mt/an de fonte brute, 4,5 Mt/an d'acier et 3 Mt/an de produits laminés. Elle envisage la modernisation de ses outils en investissant dans une coulée continue supplémentaire, un four électrique à poches de 120 t et en augmentant de 800 kt/an la capacité de son outil goulot, le train à chaud en continu. L'équipement est complet mais assez obsolète : on recense à cette date :
- 4 hauts fourneaux ;
- 6 fours Martin-Siemens[note 4] ;
- 3 convertisseurs Thomas (disparaissent des listes entre 1999[21] et 2001[20]) ;
- 2 fours électriques ;
- 1 coulée continue ;
- 1 blooming ;
- 1 laminoir à plaques ;
- 1 train à chaud en continu ;
- 1 train universel.

### Rattrapage du retard (depuis 2004)
Ce n'est qu'en 2004, que la deuxième coulée continue est mise en service : l'usine dispose donc de deux coulées continues, une à blooms (0,7 Mt/an) et une à brames (1,6 Mt/an) à une seule ligne. Elle pousse la capacité de ses 5 petits fours Martin-Siemens de 1,6 à 1,92 Mt/an, alors qu'elle planifie se débarrasser à terme de cette technologie obsolète.
Le train continu à chaud, toujours limité à 0,75 Mt/an en 2005, est la priorité stratégique. Il est modernisé en 2008 et sa capacité est portée à 1,1 Mt/an. Un ambitieux plan d'investissement de 3 milliards de dollars est amorcé afin de remplacer les convertisseurs Siemens-Martin par des convertisseurs LD, ainsi qu'un laminoir alimentant une usine à tubes d'une capacité de 1,2 Mt/an. Ce projet extrêmement ambitieux n'abouti pas. Seules les modernisations des deux fours électriques (qui passent de 1,3 à 2,2 Mt/an) et du laminoir à plaques de 2 800 aboutissent en 2010. En 2012, un dégazage au vide est démarré.
En 2013, la production au four Martin-Siemens est définitivement abandonnée, sans qu'une aciérie à l'oxygène puisse prendre le relais, faute de financement. La chaîne d'agglomération n°4 (4 petites chaînes d'agglomération de 84 m2 alimentent les hauts fourneaux) est modernisée. L'entreprise se destine aux marchés de niche en Russie, tout en exportant près de la moitié de sa production. Elle y est un producteur de référence d'aciers au carbone ou faiblement alliés sous forme de billettes, de gueuses, de produits longs et de tôles. Elle est également capable de produire du ferromanganèse élaboré au haut fourneau. De manière générale, 1/4 de la production de fonte brute est refondue dans les fours électriques, le reste étant vendu sous la forme de gueuses.
Le coke et les coproduits issus de sa fabrication sont également commercialisés. L'entreprise exploite deux cokeries, constituées respectivement de 4 et 2 batteries de fours.
Enfin, les synergies sont nombreuses avec les deux entités du groupe Metalloinvest : l'usine de réduction directe de Lebedinsky GOK (LGOK) (une usine HYL-III démarrée en 2001 d'une capacité de 1 Mt/an et une unité Midrex démarrée en 2007 d'une capacité de 1,4 Mt/an) est voisine de l'usine sidérurgique. En 2012, LGOK est propriétaire de 98 % de  Mikhailovsky GOK (MGOK), lui-même propriétaire de 100 % de Ural Steel. Ural Steel n'exploite aucune mine mais le minerai de fer extrait par ces deux entités, tout comme les boulettes et le minerai de fer préréduit (HBI) alimentent l'usine historique.